# Мосгорломбард
«Мосгорломбард» (Акционерное общество Московский городской комбинат ломбардов «Мосгорломбард») — старейшая компания на ломбардном рынке Москвы, основанная в 1924 году. Оказывает услуги по выдаче займов под залог золота, серебра, меха, электроники; скупка золота и серебра, сезонное хранение шуб, оценка ювелирных изделий, продажа украшений, меха и электроники.

## История
«Московский городской ломбард» существует еще с царских времен. Однако в 1919 году организация была упразднена, в связи с политикой «военного коммунизма», которую проводили советские власти. Ломбарды они считали «буржуазными образованиями».
Однако уже 5 июля 1924 года постановлением Народного комиссариата финансов РСФСР был учрежден московский городской ломбард. Официально история бренда «Мосгорломбард» начинается с этой даты.

### В период Великой Отечественной войны
В годы ВОВ «Мосгорломбард» берет на себя функции хранителя ценностей. Сотрудников организации не призывают на фронт, они охраняют имущество, ранее оставленное под залог (на время войны прием ценностей приостановлен), чтобы после окончания войны вернуть вещи владельцам без штрафных пеней.

### В период перестройки
В годы перестройки ломбардная индустрия переживает расцвет — ее услуги пользуются огромной популярностью, у дверей ломбардов выстраиваются очереди. В 1987 году 8 московских государственных ломбардов выдали ссуд на 78 млн. руб., доход составил 10 миллионов. Нарастающий финансовый кризис, переходный период в жизни страны и нехватка «живых» денег у населения делают услуги «Мосгорломбарда» настолько востребованными, что 3 здания компании, площадью по 3,5-6 тыс. квадратных метров, были целиком заполнены заложенным имуществом.

### В XXI веке
В 2006 году «Мосгорломбард» становится Акционерным обществом. Но организация еще более 10 лет принадлежит государству. В 2018 году происходит смена собственников — текущие акционеры выкупают 100 % акций у группы ВТБ. Новая команда начинает перестройку бизнеса: закрываются убыточные отделения, проводится оптимизация процессов, внедряется система мотивации. Новое руководство «Мосгорломбарда» разработало стратегию развития компании, предполагающую значительное расширение сети отделений, внедрение новых технологических процессов, цифровых сервисов, с перспективой трансформации бизнеса в цифровой финтех-проект. Компания интегрирует в бизнес новейшие технологические решения.
В начале 2021 года «Мосгорломбард» запланировал выйти на IPO с целью использования привлеченных средств на проведение масштабной скупки ломбардов в Москве и Подмосковье. Ключевыми акционерами называются структуры Николая Козлова, бывшего заместителя председателя правления Пенсионного Фонда РФ, и бывшего топ-менеджера «Норильского Никеля» и основателя «Союзконтракт» Константина Романова. IPO было проведено в декабре 2023 года. «Мосгорломбард» привлек около 303 миллионов рублей, доля акций в свободном обращении составила 14,6%.

## Уникальные залоги
В хранилище «Мосгорломбарда» побывало много уникальных вещей. В их числе — колье Галины Брежневой с 51 бриллиантом-полукаратником, брошь Фаины Раневской с сапфирами, серебряный кубок с дарственной надписью Дениса Давыдова и шкатулка работы Фаберже с 114 бриллиантами.

## Инновации
«Мосгорломбард» становится первой организацией, использующей российскую разработку — Custody-bot. Это совместный проект, который реализует компания GoldMint при поддержке «Мосгорломбарда». Разработка представляет собой полноценный автоматизированный ломбардный комплекс, который умещается в корпусе, размерами не превышающем вендинговый автомат. В комплексе размещена физико-химическая лаборатория, хранилище. Аппарат способен оценивать изделия из драгметаллов, выкупать их, принимать в залог, выдавая займы, а также продавать ювелирные изделия.

## Финансовые показатели
В 2019 году выручка «Мосгорломбарда» достигает 327 млн рублей (рост по сравнению с предыдущим годом на 49,96 %).
24 марта 2020 года компания выпускает коммерческие облигации с доходностью 16 % годовых, с ежемесячной выплатой купона. Погашение состоится в феврале 2023 года. Объем эмиссии по закрытой подписке — 200 млн рублей.

## Кредитный рейтинг
В октябре 2020 года «Мосгорломбард» становится первой в России ломбардной компанией, получившей кредитный рейтинг. Крупнейшее в стране рейтинговое агентство «Эксперт РА» присвоил финансовой компании АО МГКЛ «Мосгорломбард» рейтинг ruB+ с развивающимся прогнозом.
Кредитный рейтинг АО МГКЛ «Мосгорломбард» присвоен по российской национальной шкале и является долгосрочным (пересмотр ожидается не позднее, чем через год после публикации нынешней оценки бизнеса и прогноза по нему).